# Anthurium anceps
Anthurium anceps Sodiro, 1903 è una pianta della famiglia delle Aracee, endemica dell'Ecuador.

## Distribuzione e habitat
È minacciata dalla distruzione del suo habitat, costituito da foreste umide di pianura tropicali o subtropicali.